# Сидоров, Андрей Валентинович
Андрей Валентинович Сидоров (15 мая 1969, Киев — 29 апреля 2009) — советский и украинский хоккеист, нападающий.

## Биография
Мать Сидорова работала в секретариате Верховного Совета УССР. Воспитанник киевского «Сокола». В чемпионате СССР играл за «Сокол» (1986/87 — 1987/88, 1990/91 — 1991/92) и «Динамо» Харьков (1988/89 — 1989/90). На драфте НХЛ 1989 года был выбран в 11-м раунде под общим 229-м номером клубом «Вашингтон Кэпиталз». В сезоне 1992/93 играл в низших североамериканских лигах за команды «Сент-Питерсберг Ренегейдс» (Sunshine Hockey League), «Форт-Уэрт Файр» и «Уичито Тандер» (CHL), «Хэмптон-Роудс Эдмиралс»(ECHL). В 1994 году сыграл семь матчей за тольяттинскую «Ладу» и завершил карьеру в 25 лет.
Бронзовый призёр чемпионата Европы среди юниорских команд 1987. Серебряный призёр чемпионата мира среди молодёжных команд 1988, победитель чемпионата мира среди молодёжных команд 1989.
Стал директором ДП «Новые технологии» при государственном управлении делами при президенте Украины Викторе Ющенко. Обвинялся в коррупции. Скончался 29 апреля 2009 года в возрасте 39 лет. Похоронен на Берковецком кладбище.